# Cronoscalata Malegno-Borno
La Malegno-Ossimo-Borno (o alternativamente Trofeo Vallecamonica) è una cronoscalata automobilistica. Si svolge tra i comuni di Malegno, Ossimo e Borno in Val Camonica (provincia di Brescia) su un tracciato attualmente di km 8,8.
La prima edizione è datata 1964 e la corsa si è svolta ininterrottamente ogni anno nel periodo tra la seconda metà di agosto e i primi di settembre, sino al 1976. Dopo alcuni anni di sospensione, la gara ritorna ai suoi fasti con l'edizione 1982, alla quale assistettero oltre 100.000 spettatori. Dal 1983 la gara è stata inserita nel Campionato Italiano Velocità Montagna (CIVM). Dal 1995 invece viene inserita nel Campionato Europeo della Montagna (CEM).
A causa di un tragico quanto assurdo incidente in cui perse la vita il pilota Adriano Parlamento (2005) la gara fu sospesa per un paio d'anni, perdendo di conseguenza ogni validità internazionale. Tornata in calendario nel 2007, ci fu un ulteriore "stop" nel 2009 per poi riprendere regolarmente fino al 2016; nel 2017, un incidente durante le prove causa la morte di un commissario e l'annullamento della gara; al 2021 si contano 50 edizioni con il record storico del giovane fiorentino Simone Faggioli. Nel 2020 causa COVID-19 non si è svolta la competizione.
A questa competizione hanno preso parte molti nomi illustri dell'automobilismo internazionale, quali Tonino Ascari (figlio del 2 volte campione del mondo F1 Alberto), Arturo Merzario (già pilota di F1), Mauro Nesti (15 volte Campione Italiano e 9 volte Europeo della specialità), Giorgio Francia, Ezio Baribbi, Fabio Danti, Edoardo Lualdi Gabardi, Marsilio Pasotti "Pam", Giacomo Moioli "Noris", Franco Pilone e tanti altri.
Alcune pubblicazioni che si occupano di questa corsa sono: "Malegno-Ossimo-Borno, la "Mille Miglia" delle corse in salita" di Adriano Baffelli (1993), "Il Rombo nel cuore" di Alberto Redaelli (1994) e i due volumi illustrati a fumetti "Le origini (1964-1988)" e "La leggenda continua (1989-2014)" di Roberto Salvetti, pubblicati in occasione dei primi 50 anni di vita della competizione.

## Vincitori
| Anno | Pilota              | Auto                    | Tempo         | Media         |
| ---- | ------------------- | ----------------------- | ------------- | ------------- |
| 1964 | "Noris"             | Porsche Carrera 904 GTS | 5'05"40       | 101,375 km/h  |
| 1965 | Angelo Caffi        | Alfa Romeo Giulia       | 6'09"80       | 83,791 km/h   |
| 1966 | Mario Casoni        | Ford GT40               | 4'41"00       | 110,118 km/h  |
| 1967 | "P.A.M."            | Ferrari Dino            | 4'52"30       | 105,918 km/h  |
| 1968 | Mario Regis         | Alfa Romeo              | 5'09"40       | 100,918 km/h  |
| 1969 | Franco Pilone       | Abarth 2000             | 4'42"30       | 109,670 km/h  |
| 1970 | "Noris"             | Porsche Carrera         | 4'23"20       | 117,629 km/h  |
| 1971 | "P.A.M."            | Ferrari 512M            | 4'09"30       | 124,187 km/h  |
| 1972 | "P.A.M."            | Abarth 2000             | 4'13"30       | 122,226 km/h  |
| 1973 | "P.A.M."            | Alfa Romeo 33TT         | 4'43"90       | 109,364 km/h  |
| 1974 | Giovanni Boeris     | Abarth Osella 2000      | 4'13"72       | 122.024 km/h  |
| 1975 | Mauro Nesti         | BMW 2000                | 4'03"24       | 127,281 km/h  |
| 1976 | Mauro Nesti         | Ford Cebora 3000        | 3'57"40       | 130,452 km/h  |
| 1977 | Non disputata       | Non disputata           | Non disputata | Non disputata |
| 1978 | Non disputata       | Non disputata           | Non disputata | Non disputata |
| 1979 | Non disputata       | Non disputata           | Non disputata | Non disputata |
| 1980 | Non disputata       | Non disputata           | Non disputata | Non disputata |
| 1981 | Non disputata       | Non disputata           | Non disputata | Non disputata |
| 1982 | Mauro Nesti         | Osella PA9 2000         | 3'55"50       | 131,464 km/h  |
| 1983 | Mauro Nesti         | Osella BMW 2000         | 3'52"00       | 133,448 km/h  |
| 1984 | Mauro Nesti         | Osella BMW 2000         | 3'46"00 (1)   | 136,991 km/h  |
| 1985 | Ezio Baribbi        | Osella PA10             | 3'52"18       | 133,345 km/h  |
| 1986 | Ezio Baribbi        | Osella PA10             | 3'53"41       | 132,642 km/h  |
| 1987 | Mauro Nesti         | Lucchini BMW            | 3'55"40       | 131,520 km/h  |
| 1988 | Ezio Baribbi        | Osella PA10             | 3'54"12       | 132,239 km/h  |
| 1989 | Mauro Nesti         | Osella BMW 2000         | 3'58"76 (2)   | 132,685 km/h  |
| 1990 | Mauro Nesti         | Osella BMW 2000         | 3'57"06       | 133,637 km/h  |
| 1991 | Ezio Baribbi        | Osella PA10 2500        | 3'55"65       | 134,436 km/h  |
| 1992 | Ezio Baribbi        | Osella PA10             | 3'58"07       | 133,070 km/h  |
| 1993 | Mauro Nesti         | Lucchini BMW            | 4'02"55       | 130,612 km/h  |
| 1994 | Mauro Nesti         | Lucchini BMW            | 3'56"72       | 133,829 km/h  |
| 1995 | Pasquale Irlando    | Osella PA20 BMW         | 7'46"47 (3)   | 135,828 km/h  |
| 1996 | Fabio Danti         | Osella BMW              | 7'34"82       | 139,307 km/h  |
| 1997 | Antonino La Vecchia | Alfa Romeo 155 V6 TI    | 9'34"65       | 110,258 km/h  |
| 1998 | Pasquale Irlando    | Osella PA20 BMW         | 7'37"37       | 138,531 km/h  |
| 1999 | Pasquale Irlando    | Osella PA20 BMW         | 7'31"24       | 140,143 km/h  |
| 2000 | Franz Tschager      | Osella PA20 S           | 8'06"75 (4)   | 130,169 km/h  |
| 2001 | Franz Tschager      | Osella PA20 S           | 5'53"04 (5)   |               |
| 2002 | Franz Tschager      | Osella PA20 S           | 5'41"87 (5)   |               |
| 2003 | Denny Zardo         | Osella PA20 BMW         | 8'12"75       | 125,662 km/h  |
| 2004 | Andrea De Biasi     | Osella PA20 S           | 7'54"56       | 130,342 km/h  |
| 2005 | Alex Caffi          | Lola Zytec Formula 3000 | 3'50"03 (6)   | 134,450 km/h  |
| 2006 | Non disputata       | Non disputata           | Non disputata | Non disputata |
| 2007 | David Baldi         | Osella PA21 S           | 8'03"01       | 128,060 km/h  |
| 2008 | Regosa Giulio       | Lola B99/50             | 7'39"323      | 134,670 km/h  |
| 2009 | Non disputata       | Non disputata           | Non disputata | Non disputata |
| 2010 | Adriano Zerla       | Osella PA30             | 7'41"44       | 134,0 km/h    |
| 2011 | Alex Caffi          | Osella FA-30            | 7'26"93       | 138,4 km/h    |
| 2012 | Joel Volluz         | Osella FA-30            | 7'57"95 (7)   |               |
| 2013 | Christian Merli     | Osella PA/2000          | 7'27''82      | 138,1 km/h    |
| 2014 | Fausto Bormolini    | Reynard K02             | 7'54''77 (8)  | 128,9 km/h    |
| 2015 | Christian Merli     | Osella FA/30 EVO RPE    | 7'59''83      |               |
| 2016 | Mirko Zanardini     | Osella PA/2000 EVO-2    | 7'46"04       | 132,7 km/h    |
| 2017 | Annullata           | Annullata               | Annullata     | Annullata     |
| 2018 | Diego Degasperi     | Osella FA/30 Zytec      | 7'53"18       | 130,7 km/h    |
| 2019 | Denny Zardo         | Norma M20 FC            | 7'32''38      | 136,7 km/h    |
| 2020 | Non disputata       | Non disputata           | Non disputata | Non disputata |
| 2021 | Simone Faggioli     | Norma Bardahl M20 FC    | 7'15''78      | 141,9 km/h    |
| 2022 | Simone Faggioli     | Norma Bardahl M20 FC    | 8'04''36      | 127,7 km/h    |
| 2023 | Simone Faggioli     | Norma Bardahl M20 FC    | 7'37''83      | 135,1 km/h    |
| 2024 | Simone Faggioli     | Nova Proto NP01 Bardahl | 7'29"52       | 137,6 km/h    |
| 2025 | Simone Faggioli     | Nova Proto NP01 Bardahl | 7'34"98       |               |

1. (1) Record rimasto imbattuto sul vecchio tracciato di Km 8,600
2. (2) Dall'edizione 1898 il tracciato è stato allungato di circa 200 metri
3. (3) Dall'edizione 1995, la gara si articola sulle due manches e somma dei tempi
4. (4) Edizione 2000 con inserimento di chicanes artificiali sul tracciato
5. (5) Edizioni 2001 e 2002 con tracciato ridotto di 3,2 Km e inserimento di chicanes artificiali
6. (6) Edizione 2005 validata con la sola Gara 1, interrotta per l'incidente mortale dell'apripista Adriano Parlamento in Gara 2
7. (7) Dal 2012 tutte le edizioni vengono disputate con l'inserimento di chicanes artificiali lungo il tracciato
8. (8) Edizione 2014 - Fausto Bormiolini accreditato quale "Vincitore Assoluto" secondo la classifica FIA. Il Trofeo Vallecamonica viene invece assegnato a Tiziano RIva, poiché assegnato tenendo conto della graduatoria "CSAI" (in quanto la Reynard-K02 di Bormiolini risulta per regolamento conforme al solo Campionato Europeo)

## Record del tracciato
- percorso di km. 8,600: 3'46"00 (media 139,5 km/h) stabilito da Mauro Nesti su Osella BMW il 16 settembre 1984
- percorso di km. 8,800: 3'42"18 (media 138,40 km/h) stabilito da Alex Caffi su Osella FA30 il 26 giugno 2011 senza chicanes
- percorso di km 8,800 con inserimento di 3 chicanes artificiali: 3'37"64 (media 145 km/h) stabilito da Simone Faggioli su Norma Bardahl M20 FC il 12 giugno 2021[1]